# Langhäger See
Der Langhäger See ist ein abflussloser zweigeteilter See im Müritz-Nationalpark auf dem Stadtgebiet von Neustrelitz im Landkreis Mecklenburgische Seenplatte, Mecklenburg-Vorpommern. 
Das Messtischblatt von 1884 zeigt ihn noch als ein zusammenhängendes Gewässer mit zwei ausgeprägten Seebecken inmitten des Großherzöglichen Forsts Langhagen, dessen Ufer nur zum Forsthaus an seiner Südostseite hin unbewaldet war.
Fortschreitende Verlandung und ein leicht sinkender Wasserspiegel schlossen die schmale Verbindung. Ein künstlicher Graben stellt heute die Verbindung zwischen den Becken her. Der nördliche, west-östlich gestreckte Teil mit 660 Meter Länge und 280 Meter Breite hat eine Fläche von 18,5 Hektar. Er liegt in der Schutzzone I (Kernzone) des Müritz-Nationalparks (§ 4 der Verordnung über die Festsetzung des Nationalparkes „Müritz-Nationalpark“).
150 Meter entfernt grenzt südöstlich das größere der beiden Seebecken an. Es besitzt eine eher nord-südlich gestreckte ovale Form mit zwei stark verlandenden Ausläufern Richtung Süden. Bei einer Ausdehnung von 790 Meter Länge auf 450 Meter Breite hat es eine Fläche von 27 Hektar und eine maximale Tiefe von 16 Meter. Auf seiner Ostseite führt ein Rundwanderweg des Nationalparks am Ufer entlang und durch den alten Park des ehemaligen Forsthauses. Für diesen Seeteil kann beim Nationalparkamt eine Angelerlaubnis erworben werden.